# Apeira jaspoides
Apeira jaspoides là một loài bướm đêm trong họ Geometridae.